# Legacies (Album)
Legacies ist ein Jazzalbum von Arturo O’Farrill. Die um 2022 im Studio Maggie’s Farm in Bucks County, Pennsylvania, entstandenen Aufnahmen erschienen im Juni 2023 auf Blue Note Records.

## Hintergrund
Der Pianist, Komponist, Arrangeur und Bandleader Arturo O’Farrill hatte seit Live in Brooklyn im Jahr 2005 kein Klaviertrio-Album mehr herausgebracht. Legacies, O’Farrills zweite Blue-Note-Veröffentlichung stützt sich eher auf seine Wurzeln in der Jazzpiano-Tradition als auf sein 2023 mit einem Grammy Award als bestes Latin-Jazz-Album ausgezeichnetes Erbe im afro-lateinamerikanischen Jazz (Fandango at the Wall in New York). Der Pianist nahm das Album mit dem Bassisten Liany Mateo und dem Schlagzeuger Zack O’Farrill, seinem ältesten Sohn, auf. Arturo O’Farrill bearbeitet mit seinem Trio mehrere Jazz-Kompositionen, darunter Herbie Hancocks „Dolphin Dance“ (von dessen Album Maiden Voyage, 1965), Carla Bleys melancholischen „Utviklingssang“ (von Social Studies, 1981) und Bud Powells „Un Poco Loco“. Hinzu kamen Arturo O’Farrills Themen „Blue State Blues“ und „Obsession“. Zwischen diese fünf Trio-Stücke sind vier Soloeinspielungen geschaltet, Interpretationen von Thelonious Monks „Well, You Needn’t“, Chico O’Farrills „Pure Emotion“, des Standards „Darn That Dream“ und Sonny Rollins’ „Doxy“.

## Titelliste
- Arturo O’Farrill: Legacies (Blue Note Records 00602455068408)[3][4]

1. Dolphin Dance (Herbie Hancock) 4:35
2. Well, You Needn’t (Thelonious Monk) 4:32
3. Blue State Blues (Arturo O’Farrill) 4:48
4. Pure Emotion (Chico O’Farrill) 6:54
5. Obsession (Pedro Flores) 7:25
6. Darn That Dream (Jimmy Van Heusen, Eddie DeLange) 3:32
7. Utviklingssang (Carla Bley) 6:34
8. Doxy (Sonny Rollins) 4:46
9. Un Poco Loco (Bud Powell) 5:12

## Rezeption
Thom Jurek verlieh dem Album in Allmusic vier Sterne und schrieb, Legacies sei ein gewichtiges, provokantes Album, das den Fans ein tiefes, intimes Porträt eines wirklich Improvisators und Interpreten mit außergewöhnlicher Technik biete.

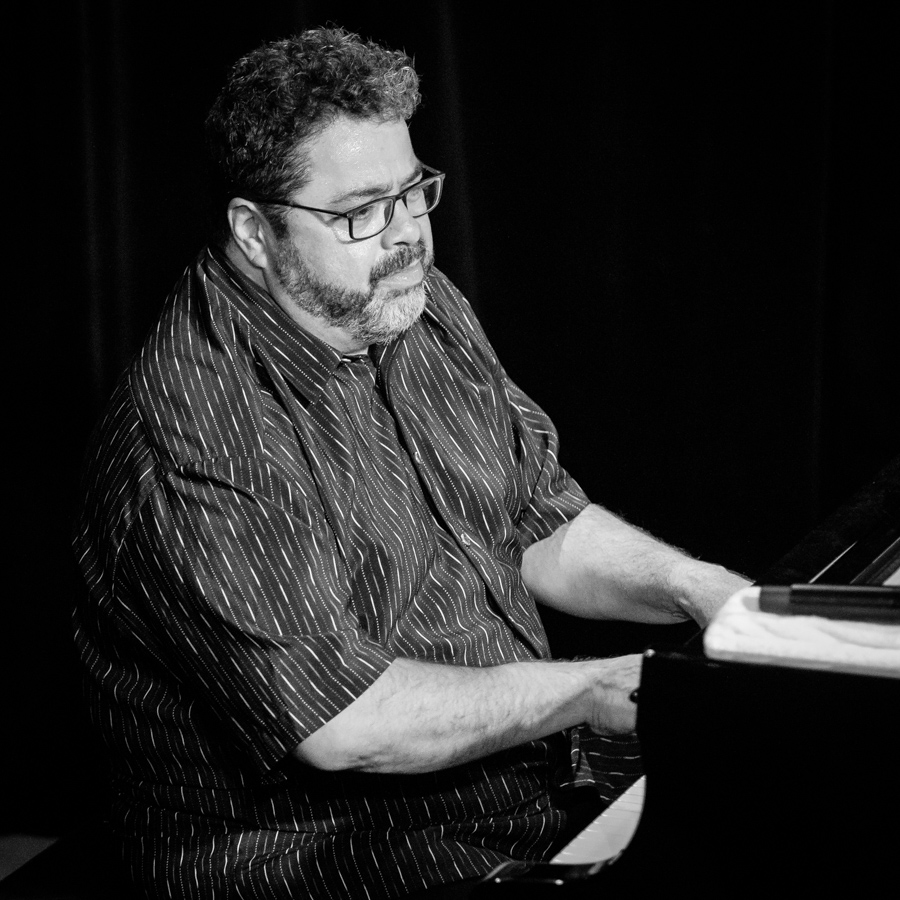
Arturo O’Farrill auf em Oslo Jazzfestival 2018

Nach all den afro-kubanischen Platten, die Arturo O’Farrill produziert hat, habe es sich gelohnt, dass dieser nun ein Klavieralbum aufnehmen wollte, meinte Werner Stiefele in Rondo. Das Vergnügen steige noch, wenn man seine virtuosen Fassungen mit den Originalaufnahmen vergleiche. Er sollte noch mehr Klavieralben herausbringen.
Die Solostücke „Darn That Dream“, „Pure Emotion“ oder „Well, You Needn’t“ seien nicht einfach nur Neuinterpretationen alter Kamellen, es seien vielmehr Offenbarungen, die zum Kern von O’Farrills Verstand, Musik und Kunst vordringen, urteilte Frank Alkyer im Down Beat. Dies sei ein Erlebnis und ein Genuss, auf den sich die Zuhörer jederzeit zurückziehen können, wenn sie einen zuverlässigen Muntermacher brauchen.
O’Farrill demonstriere sein tiefes Verständnis verschiedener Stile und sein Können als Improvisator und Interpret sowohl im Trio als auch im Solospiel, schrieb Jeff Becker (Jazzsensibilities). Die bemerkenswerte Verbindung zwischen Zack und Mateo bereichere die Trio-Auswahl. Darüber hinaus zolle O’Farrill seinen kubanischen Wurzeln Tribut, indem er Montunos und andere afrokubanische Rhythmen und Elemente einbeziehe, und er würde weiterhin einen innovativen Raum innerhalb des Latin- und Modern Jazz schaffen. Insgesamt biete Legacies ein fesselndes und fesselndes Hörerlebnis, das das unglaubliche Talent eines wahren Klaviervirtuosen unter Beweis stelle.